# Taghut
Taghut (in armeno Թաղուտ?, in azero Ataqut) è una comunità rurale del distretto di Xocavənd in Azerbaigian, facente parte fino al 2020 della regione di Hadrowt' nella repubblica di Artsakh, già repubblica del Nagorno Karabakh, situata su un altopiano in una zona montuosa a pochi chilometri da Togh.
Secondo il censimento del 2015 contava 205 abitanti.

## Storia
Durante il periodo sovietico, il villaggio faceva parte del distretto di Hadrut dell'Oblast' Autonoma del Nagorno Karabakh. Dopo la Prima guerra del Nagorno Karabakh, il villaggio venne amministrato come parte della regione di Hadrut della Repubblica separatista di Artsakh. Il villaggio passò sotto il controllo dell'Azerbaigian il 7 novembre 2020, durante la guerra del Nagorno Karabakh del 2020.

## Monumenti e luoghi d'interesse
Tra i siti del patrimonio storico presenti nel villaggio e nei suoi dintorni vi sono un monumento a una sorgente del XVII secolo, un caravanserraglio del XVIII secolo, un cimitero del XVIII/XIX secolo, un mulino ad acqua del XIX secolo e la chiesa di San Giovanni del XIX secolo (in armeno: Սուրբ Հովհաննես եկեղեցի, Surb Hovhannes Yekeghetsi).